# Sumail Hassan
Syed Sumail „SumaiL“ Hassan (Urdu حسن سمائل سید‎; * 18. Mai 1999 in Karatschi) ist ein pakistanischer E-Sportler, welcher für Nigma Galaxy in der Disziplin Dota 2 antritt.

## Karriere
Sumail Hassan spielt seit seinem achten Lebensjahr, angeregt durch seinen Cousin Daniyal Zaidi die Defense-of-the-Ancients-Reihe. In Pakistan spielte er vorwiegend in Internet-Cafés. Mit 15 zog Sumail mit seiner Familie in die Vereinigten Staaten. Am 5. Januar 2015 wurde Sumail als Mid-Spieler von den Evil Geniuses verpflichtet. Nach einem schwachen ersten Turnier seines Teams und erster Kritik, konnte er mit seinem Team im Februar 2015 die Dota 2 Asia Championships gewinnen. Es folgten zweite Platzierungen in der joinDOTA MLG Pro League, beim The Summit oder auf der ESL One Frankfurt 2015 und ein erster Platz in der Dota Pit League. Anfang August gewann Sumail mit seinem Team die mit über 18 Millionen US-Dollar dotierten Dota-2-Meisterschaften The International. Von der Gewinnsumme standen Hassan über 1,3 Millionen US-Dollar zu, womit er bereits mit 16 Jahren mehr als eine Million US-Dollar durch das Spielen eines Computerspiels gewonnen hatte. Er wurde von Guinness World Records als jüngster E-Sportler, dem dieser Meilenstein gelang, gewürdigt.
Im Spätsommer 2016 erhielt Hassan einen neuen Vertrag bei Evil Geniuses und spielte dort bis September 2019. 2020 spielte er ein halbes Jahr für OG und trat dem Team im Juni 2021 erneut bei. Im Anschluss an The International 10 verließ er die Organisation und wechselte innerhalb der europäischen Region zu Team Secret. Im Mai 2022 trat er Nigma Galaxy als Solo-Middle-Spieler bei. Nachdem er im Mai 2023 als Leihspieler zu Team Aster vergeben wurde, ist er seit Dezember 2023 wieder aktives Mitglied von Nigma Galaxy.

## Erfolge
Die folgende Tabelle zeigt die wichtigsten Erfolge von Hassan. Da das Spiel Defense of the Ancients in Fünferteams gespielt wird, entsprechen die dargestellten Preisgelder einem Fünftel des gewonnenen Gesamtpreisgeldes des jeweiligen Teams. Der Anteil, der vom Preisgeld an das Team bzw. die Organisation geht, ist dabei nicht berücksichtigt, da dieser per Vertrag und nicht öffentlich bekannt ist.
| Jahr | Platz | Turnier                                      | Team          | Persönliches Preisgeld |
| ---- | ----- | -------------------------------------------- | ------------- | ---------------------- |
| 2015 | 3.    | HyperX Dota 2 League Season 5                | Evil Geniuses | 0~ 1.733 $             |
| 2015 | 1.    | Dota 2 Asia Championships 2015               | Evil Geniuses | 0~ 256.831 $           |
| 2015 | 2.    | joinDOTA MLG Pro League Season 1             | Evil Geniuses | 04.323 $               |
| 2015 | 1.    | Dota Pit League S3                           | Evil Geniuses | 025.211 $              |
| 2015 | 2.    | The Summit 3                                 | Evil Geniuses | 0~ 12.226 $            |
| 2015 | 2.    | ESL One Frankfurt 2015                       | Evil Geniuses | 0~ 11.848 $            |
| 2015 | 1.    | The International 2015                       | Evil Geniuses | >1.326.022 $           |
| 2015 | 2.    | MLG World Finals 2015                        | Evil Geniuses | 0~ 13.678 $            |
| 2015 | 3.    | Frankfurt Major 2015                         | Evil Geniuses | 0 63.000 $             |
| 2015 | 1.    | The Summit 4                                 | Evil Geniuses | 0 ~9.757 $             |
| 2016 | 2.    | SL Star Series Season 13 & i-League Season 4 | Evil Geniuses | 0 12.000 $             |
| 2016 | 2.    | MarsTV Dota 2 League Winter 2015 Season 4    | Evil Geniuses | 0 11.095 $             |
| 2016 | 3.    | Shanghai Major 2016                          | Evil Geniuses | 0 63.000 $             |
| 2016 | 2.    | Dota Pit League Season 4                     | Evil Geniuses | 0 9.351 $              |
| 2016 | 3.    | The International 2016                       | Evil Geniuses | 0 436.180 $            |
| 2018 | 3.    | The International 2018                       | Evil Geniuses | 0 536.175 $            |
| 2019 | 5.–6. | The International 2019                       | Evil Geniuses | 0 240.310 $            |